# Tour de Beauce
Le Tour de Beauce est une course cycliste organisée en Beauce, au Canada. La course fait partie de l'UCI America Tour en catégorie 2.2.

## Historique
Le Tour de Beauce est une compétition cycliste tenue au Québec depuis 1986. D'abord intitulé "Grand Prix cycliste de Beauce", le Tour de Beauce a commencé avec deux jours de compétition. Depuis 2005, le Tour de Beauce a ses racines bien implantées dans la région de la Beauce, au Québec, région située au sud de la ville de Québec.
Il s'agit de la plus célèbre course cycliste au Canada depuis la disparition du Grand Prix des Amériques en 1992. Cette course parcourt la Beauce et propose un circuit complet avec une arrivée en altitude au mont Mégantic.
L'édition 2020 est annulée, en raison de la pandémie de maladie à coronavirus.

## Palmarès

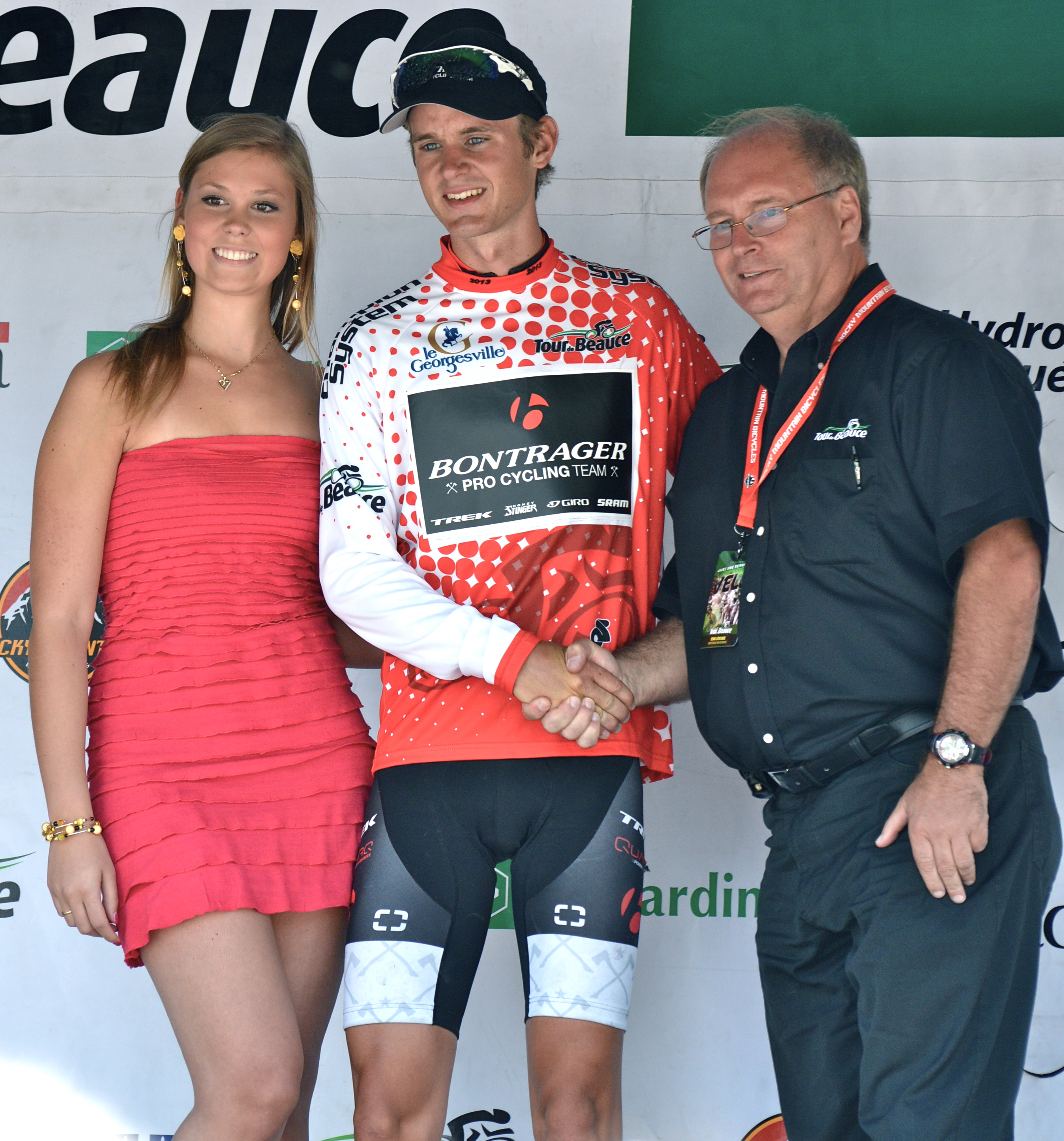
Nathan Brown, le vainqueur du Tour de Beauce 2013

| Année | Vainqueur              | Deuxième                 | Troisième              |                  |
| ----- | ---------------------- | ------------------------ | ---------------------- | ---------------- |
| 1986  | James Gilles           | Jacques Guenette         | Michael Belcourt       |                  |
| 1987  | Yvan Waddell           | Chris Koberstein         | Étienne Lemieux        |                  |
| 1988  | Gervais Rioux          | Brian Fowler             | Bruno Giangioppi       |                  |
| 1989  | Sean Way               | Scott Goguen             | Gervais Rioux          |                  |
| 1990  | Graeme Miller          | Edward Karczmarczyk      | David Spears           |                  |
| 1991  | Czeslaw Lukaszewicz    | Tim Lefebvre             | Chris Koberstein       |                  |
| 1992  | Jean-Christophe Currit | Kirill Beljaev           | Jacques Landry         |                  |
| 1993  | Marty Jemison          | Alexander Torkatchenko   | Roland Green           |                  |
| 1994  | Jacques Landry         | Jeff Stobie              | Anthony Bergson        |                  |
| 1995  | Eric Wohlberg          | José Manuel García Ponce | Fabien Bergeron        |                  |
| 1996  | Igor Bonciucov         | Matthew White            | Steve Bauer            |                  |
| 1997  | Jonathan Vaughters     | Matt Anand               | Trent Klasna           |                  |
| 1998  | Levi Leipheimer        | Andrzej Sypytkowski      | Artur Babaitsev        |                  |
| 1999  | Levi Leipheimer        | Jan Hruška               | Scott Moninger         |                  |
| 2000  | Tomáš Konečný          | René Andrle              | Scott Moninger         |                  |
| 2001  | Henk Vogels            | Scott Moninger           | Zbigniew Piątek        |                  |
| 2002  | Michael Rogers         | Matt DeCanio             | Lubor Tesař            |                  |
| 2003  | John Lieswyn           | Chris Baldwin            | Tomáš Konečný          |                  |
| 2004  | Tomasz Brożyna         | Nathan O'Neill           | Scott Moninger         |                  |
| 2005  | Nathan O'Neill         | Svein Tuft               | Jeff Louder            |                  |
| 2006  | Valery Kobzarenko      | Sergueï Lagoutine        | Danny Pate             |                  |
| 2007  | Benjamin Day           | Svein Tuft               | Danny Pate             |                  |
| 2008  | Svein Tuft             | Bernardo Colex           | Moisés Aldape          |                  |
| 2009  | Scott Zwizanski        | Sergio Henao             | Darwin Atapuma         |                  |
| 2010  | Benjamin Day           | Darren Rolfe             | Marc de Maar           |                  |
| 2011  | Francisco Mancebo      | Bernardo Colex           | Svein Tuft             |                  |
| 2012  | Rory Sutherland        | Hugo Houle               | Christian Meier        |                  |
| 2013  | Nathan Brown           | Philip Deignan           | Christian Meier        |                  |
| 2014  | Toms Skujiņš           | Rob Britton              | Serghei Țvetcov        |                  |
| 2015  | Pello Bilbao           | Toms Skujiņš             | Dion Smith             |                  |
| 2016  | Gregory Daniel         | Hugo Houle               | Robin Carpenter        |                  |
| 2017  | Andžs Flaksis          | Clément Russo            | Jordan Cheyne          |                  |
| 2018  | James Piccoli          | Daniel Whitehouse        | Serghei Țvetcov        |                  |
| 2019  | Brendan Rhim           | James Piccoli            | Nickolas Zukowsky      |                  |
| 2020  | annulé/abandonné       | annulé/abandonné         | annulé/abandonné       | annulé/abandonné |
| 2021  | annulé/abandonné       | annulé/abandonné         | annulé/abandonné       | annulé/abandonné |
| 2023  | Luke Valenti           | Tyler Stites             | Carson Miles           |                  |
| 2024  | Josh Burnett           | Tyler Stites             | Ian Lopez de San Roman |                  |

## Classements annexes

### Classement par points
| Année     | Vainqueur                                      | Pays                                           | Équipe                                         |
| --------- | ---------------------------------------------- | ---------------------------------------------- | ---------------------------------------------- |
| 2001      | Czeclaw Lukaszewicz                            | Canada                                         | Team Canada                                    |
| 2002      | Lubor Tesař                                    | Tchéquie                                       | Nürnberger - Versicherung                      |
| 2003      | John Lieswyn                                   | États-Unis                                     | 7 Up-Maxxis                                    |
| 2004      | Viktor Rapinski                                | Biélorussie                                    | Navigators Insurance                           |
| 2005      | David O'Loughlin                               | Irlande                                        | Navigators Insurance                           |
| 2006      | Sergueï Lagoutine                              | Ouzbékistan                                    | Navigators Insurance                           |
| 2007      | Benjamin Day                                   | Australie                                      | Navigators Insurance                           |
| 2008      | Moisés Aldape                                  | Mexique                                        | Team Type 1                                    |
| 2009      | Danilo Wyss                                    | Suisse                                         | BMC Racing Team                                |
| 2010      | Benjamin Day                                   | Australie                                      | Fly V Australia                                |
| 2011      | Francisco Mancebo                              | Espagne                                        | RealCyclist.com                                |
| 2012      | Francisco Mancebo                              | Espagne                                        | Competitive Racing                             |
| 2013      | Nathan Brown                                   | États-Unis                                     | Bontrager                                      |
| 2014      | Toms Skujiņš                                   | Lettonie                                       | Hincapie Sportswear Development                |
| 2016      | Gregory Daniel                                 | États-Unis                                     | Axeon-Hagens Berman                            |
| 2017      | Robin Carpenter                                | États-Unis                                     | Holowesko-Citadel                              |
| 2018      | Serghei Țvetcov                                | Roumanie                                       | UnitedHealthcare                               |
| 2019      | Brendan Rhim                                   | États-Unis                                     | Arapahoe-Hincapie                              |
| 2020-2022 | Annulé en raison de la pandémie de coronavirus | Annulé en raison de la pandémie de coronavirus | Annulé en raison de la pandémie de coronavirus |
| 2023      | Tyler Stites                                   | États-Unis                                     | Project Echelon Racing                         |
| 2024      | Brendan Rhim                                   | États-Unis                                     | Project Echelon Racing                         |
| 2025      | Joel Plamondon                                 | Canada                                         | Team Marni-N'side                              |

### Classement du meilleur grimpeur
| Année     | Vainqueur                                      | Pays                                           | Équipe                                         |
| --------- | ---------------------------------------------- | ---------------------------------------------- | ---------------------------------------------- |
| 2000      | Jaroslav Bílek                                 | Tchéquie                                       | Wüstenrot-ZVVZ                                 |
| 2001      | Arquimedes Lam                                 | Mexique                                        | Tecos - Mercurio                               |
| 2002      | Chris Baldwin                                  | États-Unis                                     | Navigators Insurance                           |
| 2003      | Irving Aguilar                                 | Mexique                                        | Tecos - Mercurio                               |
| 2004      | Jeff Louder                                    | États-Unis                                     | Navigators Insurance                           |
| 2005      | Wojciech Kalemba                               | Pologne                                        | Paged-MBK-Scout                                |
| 2006      | Francisco Colorado                             | Colombie                                       | Colombia es Pasión                             |
| 2007      | Gregorio Ladino                                | Colombie                                       | Tecos Trek VH                                  |
| 2008      | Glen Chadwick                                  | Nouvelle-Zélande                               | Team Type 1                                    |
| 2009      | Darwin Atapuma                                 | Colombie                                       | Colombia es Pasión                             |
| 2010      | Danny Summerhill                               | États-Unis                                     | Felt-Holowesko                                 |
| 2011      | Scott Lyttle                                   | Nouvelle-Zélande                               | PureBlack Racing                               |
| 2012      | Ken Hanson                                     | États-Unis                                     | Optum-Kelly Benefit Strategies                 |
| 2013      | Jonathan Patrick McCarty                       | États-Unis                                     | Bissell                                        |
| 2014      | Joshua Berry                                   | États-Unis                                     | SmartStop                                      |
| 2016      | Robbie Squire                                  | États-Unis                                     | Holowesko-Citadel-Hincapie Sportswear          |
| 2017      | Nigel Ellsay                                   | Canada                                         | Silber                                         |
| 2018      | Ben Perry                                      | Canada                                         | Israel Cycling Academy                         |
| 2019      | Óscar Sánchez                                  | Colombie                                       | Canel's-Specialized                            |
| 2020-2022 | Annulé en raison de la pandémie de coronavirus | Annulé en raison de la pandémie de coronavirus | Annulé en raison de la pandémie de coronavirus |
| 2023      | Eric Inkster                                   | Canada                                         | Cycling BC                                     |
| 2024      | Liam Flanagan                                  | États-Unis                                     | Team Skyline                                   |
| 2025      | Mattia Gaffuri                                 | Italie                                         | ASD Swatt Club                                 |

### Classement par équipes
| Année     | Vainqueur                                      | Pays                                           |                                                |
| --------- | ---------------------------------------------- | ---------------------------------------------- | ---------------------------------------------- |
| 2000      | Wüstenrot-ZVVZ                                 | Tchéquie                                       |                                                |
| 2001      | Mroz-Supradyn Witaminy                         | Pologne                                        |                                                |
| 2002      | Nürnberger Versicherung                        | Allemagne                                      |                                                |
| 2003      | eD'system-ZVVZ                                 | Tchéquie                                       |                                                |
| 2004      | Hoop CCC Polsat                                | Pologne                                        |                                                |
| 2005      | Navigators Insurance                           | États-Unis                                     |                                                |
| 2006      | Navigators Insurance                           | États-Unis                                     |                                                |
| 2007      | Navigators Insurance                           | États-Unis                                     |                                                |
| 2008      | Team Type 1                                    | États-Unis                                     |                                                |
| 2009      | Fly V Australia                                | Australie                                      |                                                |
| 2010      | Fly V Australia                                | Australie                                      |                                                |
| 2011      | SpiderTech-C10                                 | Canada                                         |                                                |
| 2012      | UnitedHealthcare                               | États-Unis                                     |                                                |
| 2013      | UnitedHealthcare                               | États-Unis                                     |                                                |
| 2014      | SmartStop                                      | États-Unis                                     |                                                |
| 2016      | Jelly Belly-Maxxis                             | États-Unis                                     |                                                |
| 2017      | Hangar 15 Bicycles                             | États-Unis                                     |                                                |
| 2018      | Canada                                         | Canada                                         |                                                |
| 2019      | Floyd's Pro Cycling                            | Canada                                         |                                                |
| 2020-2022 | Annulé en raison de la pandémie de coronavirus | Annulé en raison de la pandémie de coronavirus | Annulé en raison de la pandémie de coronavirus |
| 2023      | Team Ecoflo Chronos                            | Canada                                         |                                                |
| 2024      | Team Skyline                                   | États-Unis                                     |                                                |
| 2025      | Medellín-EPM                                   | Colombie                                       |                                                |